# Liste von Höhlen im Landkreis Sigmaringen
In der Liste von Höhlen im Landkreis Sigmaringen werden die bekanntesten Höhlen auf dem Gebiet des Landkreises Sigmaringen in Baden-Württemberg aufgeführt. Diese sind Teil der über 3000 Höhlen in Baden-Württemberg und mehr als 2800 bisher entdeckten Hohlräume auf der Schwäbischen Alb, der höhlenreichsten Region Deutschlands. Konzentrationen finden sich im Naturpark Obere Donau zwischen Beuron und Sigmaringen (über 200 Höhlen) und im Laucherttal bei Veringenstadt.

## Liste
| Name | Lage                                                          | Typ                                 | Katasternummer Landkreis-Nummer Geotop-ID | Kurzbeschreibung | Bild |
| --- | ------------------------------------------------------------- | ----------------------------------- | ----------------------------------------- | --- | ---- |
| Ahlenbergquelle | Veringenstadt                                                 | Karstquelle                         | 7821/???; ND8437070                       | Geschützt. Wasserfall „Gieß“ der Lauchert. Die Mündung der „Ahlenbergquelle“ ist links der Tanne deutlich sichtbar. Die Quelle befindet sich wenige Meter rechts hinter der Tanne. Eine zweite Quelle, die „Wasserfallquelle“, kommt unter dem Wasserfall hervor.             |      |
| Annenbach-Versickerung (Annenbachversickerung) | Meßkirch-Igelswies                                            | Doline, Ponor                       | 7920/???; 8437015                         | schutzwürdig |      |
| Anna-Kapellen-Höhle (Anna-Kapellen-Grotte, Annakapellenhöhle, Annakapellengrotte, Göpfelsteingrotte)                                                                                   | Veringenstadt                                                 |                                     | 7821/001; ND8437049                       | geschützt |      |
| Amandahöhle | Beuron-Thiergarten                                            | Tiefenhöhle                         | 7920/052                                  | |      |
| Amandahöhle (Stetten) | Stetten am kalten Markt                                       |                                     | 7920/059                                  | |      |
| Bängertssteigschacht | Stetten am kalten Markt-Frohnstetten                          |                                     | 7820/???                                  | |      |
| Beckenloch | Sigmaringen-Gutenstein                                        |                                     | 7920/???; ND8437051                       | geschützt |      |
| Benediktushöhle (Einsiedler-Höhle) | Beuron                                                        | Durchgangshöhle                     | 7919/002                                  | |      |
| Bergstollenquelle | Beuron-Hausen im Tal                                          | Karstquelle                         | 7920/???; ND8437023                       | geschützt |      |
| Bernaufels (Thiergartenfelsen, Abri am Bernaufels) | Beuron-Thiergarten                                            | Abri                                | 7920/o. Nr.                               | |      |
| Bernauloch (Thiergarter Höhle, Höhle bei Thiergarten zwischen Donaubrücke und Bahntunnel)                                                                                              | Sigmaringen-Gutenstein                                        |                                     | 7920/068; ND 005029                       | geschützt |      |
| Bettelküche | Sigmaringen-Gutenstein                                        | Halbhöhle                           | 7920/o. Nr.                               | |      |
| Bettlerküche | Schwenningen                                                  |                                     | 7919/???; ND 102001; ND8437043            | geschützt |      |
| Bierkeller bei Rohrdorf | Meßkirch-Rohrdorf                                             |                                     | 7920/076                                  | |      |
| Bittelschießer Höhle | Bingen-Hornstein                                              | Durchgangshöhle                     | 7821/004; ND8437069                       | geschützt |      |
| Bittelschießer Halbhöhle (Bittelschießer Höhlenruine) | Bingen-Hornstein                                              | Halbhöhle                           | 7821/006; ND8437069                       | geschützt |      |
| Bretterhöhle | Beuron-Hausen im Tal                                          | Kleinhöhle                          | 7920/002                                  | schutzwürdig; westlich der Neumühle |      |
| Bröller bei Hausen im Tal (Hausener Bröller) | Beuron-Hausen im Tal                                          | Hungerbrunnen                       | 7920/???; ND8437004                       | geschützt |      |
| Bröller bei Thiergarten (Thiergartener Bröller, Thiergarten-Bröller, Bröllerhöhle, Bröllerschacht, Heidenloch)                                                                         | Beuron-Thiergarten                                            | Hungerbrunnen                       | 7920/003; ND 005017; ND8437010            | geschützt |      |
| Buoloch | Neufra                                                        | Schachthöhle                        | 7720/030                                  | |      |
| Burghaldenhöhlen (Burghaldenhöhle 1 und 2) | Gammertingen-Bronnen, OT Mariaberg                            |                                     | 7721/???                                  | Höhlen in der Burghalde bei Mariaberg |      |
| Burghaldentor | Gammertingen-Bronnen, OT Mariaberg                            | Felsentor                           | 7721/008                                  | Felsentor in der Burghalde bei Mariaberg |      |
| Burghöhle Dietfurt | Inzigkofen-Dietfurt                                           | Durchgangshöhle                     | 7920/049; ND 059008; ND8437057            | geschützt; Höhlenburg der Ruine Dietfurt |      |
| Busenberghöhle | Bingen                                                        | Nischenhöhle                        | 7821/008; ND8437058                       | geschützt |      |
| Büttnauquellen | Veringenstadt                                                 | Hungerbrunnen                       | 7821/???; 8437070                         | schutzwürdig |      |
| Die Falle | Stetten am kalten Markt                                       |                                     | 7820/056                                  | |      |
| Reichertsfurtwiesenhohlung (Hohlung bei Dietfurt) | Inzigkofen-Dietfurt                                           |                                     | 7920/???                                  | |      |
| Doline Alleenhau | Sigmaringen-Josefslust                                        | Doline                              | 7921/???                                  | Sigmaringer Forst |      |
| Doline Birkstock | Meßkirch-Heudorf                                              | Doline                              | 7920/???; 8437017                         | schutzwürdig |      |
| Doline Bitzenhau (Dolinenfeld Bitzenhau) | Sigmaringendorf                                               | Dolinenfeld                         | 7921/110; 8437021                         | Sigmaringer Forst; schutzwürdig |      |
| Doline Eulengrube (Eulengrube) | Sigmaringen-Unterschmeien                                     | Doline                              | 7920/09; ND8437059                        | geschützt |      |
| Doline Eulenloch (Eulenloch) | Gammertingen-Bronnen                                          | Doline                              | 7721/???; ND8437015                       | geschützt |      |
| Doline Hennenbühl | Leibertingen-Thalheim                                         | Doline                              | 7920/???; 8437033                         | schutzwürdig |      |
| Doline Kohlhau | Inzigkofen-Vilsingen                                          | Doline, Ponor                       | 7920/???; 8437014                         | schutzwürdig |      |
| Doline Lauen |                                                               | Doline                              | 7921/???                                  | Sigmaringer Forst |      |
| Doline Fichtenwald |                                                               | Doline                              | 7921/???                                  | Sigmaringer Forst |      |
| Doline und Ponor Sautal | Meßkirch                                                      | Doline, Ponor                       | 7920/???; 8437022                         | schutzwürdig |      |
| Dolinenfeld Banholz | Meßkirch-Igelswies                                            | Dolinenfeld                         | 7920/???; 8437026                         | schutzwürdig |      |
| Dolinenfeld Brandwiese | Leibertingen-Altheim                                          | Dolinenfeld                         | 8020/???; 8437028                         | schutzwürdig |      |
| Dolinenfeld Härdle | Meßkirch                                                      | Dolinenfeld                         | 8020/???; 8437016                         | schutzwürdig |      |
| Dolinenfeld Hirschbrunnen | Inzigkofen-Engelswies                                         | Dolinenfeld                         | 7920/???; ND8437061                       | Feld mit fünf Dolinen, teilweise als Ponore ausgebildet; geschützt |      |
| Dolinenfeld Morgenweide | Sigmaringen-Laiz                                              | Dolinenfeld                         | 7921/???; 8437019                         | Sigmaringer Forst; schutzwürdig |      |
| Dolinenfeld Weithart | Bingen                                                        | Dolinenfeld                         | 7921/???; 8437043                         | schutzwürdig |      |
| Donauriedhöhlen (Donauhöhlen bei Scheer) | Scheer                                                        |                                     | 7921/005; 7921/o. Nr.; ND8437045          | geschützt |      |
| Dreieckshöhle | Sigmaringen-Laiz                                              |                                     | 7920/007; 8437072                         | schutzwürdig |      |
| Durbeles Häusle (Ramsteinhöhle) | Veringenstadt-Hermentingen                                    | Kleinhöhle                          | 7821/038                                  | |      |
| Eierhöhle | Beuron-Hausen im Tal                                          | Schachthöhle                        | 7920/008; ND 072007; ND8437020            | geschützt; in den Felsen zw. nördl. Bandfelsen und Fachfelsen |      |
| Eulengrube (Schacht am Kohlberg) | Bingen-Hochdorf                                               | Schachthöhle (Bohnerzgrube)         | 7821/011                                  | |      |
| Fallfelsenhöhle (Fallfelsenhöhle 1) | Beuron-Hausen im Tal                                          | Nischenhöhle                        | 7920/037; ND 005021; ND8437013            | geschützt |      |
| Falkensteinhöhle (Sanderhöhle, Grenzhöhle) | Beuron-Thiergarten                                            | Tropfsteinhöhle                     | 7920/010                                  | |      |
| Falkenstein-Durchgangshöhle | Beuron-Thiergarten                                            | Durchgangshöhle                     | 7920/082                                  | |      |
| Felsdach Dettinger Berg | Sigmaringen                                                   | Abri                                | 7921/o. Nr.                               | |      |
| Felsdach Inzigkofen (Butzenstein) | Inzigkofen                                                    | Abri (Auskolkungen und Kleinhöhlen) | 7921/016; 8437069                         | schutzwürdig |      |
| Felsengruppe Häule (Bananenhöhle) | Sigmaringen-Unterschmeien                                     | Halbhöhle                           | 7920/???; 8437006                         | schutzwürdig |      |
| Felsenschmiede Werenwag (Felsenschmiede, Höhle unter Schloss Werenwag) | Beuron-Langenbrunn                                            |                                     | 7920/055; ND 005028; ND8437017            | geschützt |      |
| Felsensturzhöhle | Leibertingen ?                                                |                                     | 7919/117                                  | |      |
| Felsentalhöhle | Meßkirch-Menningen                                            |                                     | 7920/???; ND8437076                       | geschützt |      |
| Felsentor am Schaufels | Stetten am kalten Markt                                       | Höhlenruine                         | 7920/???                                  | Schaufelsen |      |
| Felsentor (Menningen) | Meßkirch-Menningen                                            | Naturbrücke                         | 7920/???; ND8437076                       | geschützt |      |
| Felsüberhang am Ghaiberg | Sigmaringen-Jungnau                                           | Nischenhöhle                        | 7821/o. Nr.                               | |      |
| Felstor (Inzigkofen, Grotten) | Inzigkofen                                                    | Höhlenruine                         | 7921/???; 8437069                         | schutzwürdig; bei Inzigkofer Grotten |      |
| Felstor (Inzigkofen, Eremitage) | Inzigkofen                                                    | Höhlenruine                         |                                           | bei der Eremitage |      |
| Fensterhöhle | Beuron-Hausen im Tal                                          | Höhlenruine                         | 7920/011; ND8437054                       | Bischofsfelsen; geschützt |      |
| Fischweiherquelle | Hettingen                                                     | Karstquelle                         | 7721/???; ND8437038                       | geschützt |      |
| Fliegenloch | Leibertingen                                                  | Schachthöhle                        | 7920/163                                  | |      |
| Fohlenloch (Hohlstein) | Gammertingen                                                  |                                     | 7721/016                                  | |      |
| Frohnstetter Abri (Felsdach Brechfelsen) | Stetten am kalten Markt-Storzingen                            | Abri                                | 7820/067                                  | |      |
| Frohnstetter Wasserhöhle | Stetten am kalten Markt-Frohnstetten                          | Quellhöhle                          | 7820/009                                  | |      |
| Fuchshüle | Gammertingen-Kettenacker                                      | Hülbe                               |                                           | |      |
| Gallusquelle (Gallusbrunnen) | Veringenstadt                                                 | Karstquelle                         | 7721/???; ND8437050                       | geschützt |      |
| Gebrochen-Gutenstein-Höhlen | Sigmaringen-Laiz                                              | Nischenhöhlen                       | 7920/016; 8437072                         | schutzwürdig |      |
| Geierhöhle | Beuron-Hausen im Tal                                          | Mittelhöhle                         | 7920/017; ND 005023; ND8437054            | Bischofsfelsen; geschützt |      |
| Geiersteinschacht | Beuron-Hausen im Tal                                          | Schachthöhle                        | 7920/070; ND 005024; ND8437054            | Bischofsfelsen; geschützt |      |
| Geißenloch-Höhle (Schloßhöhle) | Beuron-Hausen im Tal                                          |                                     | 7920/???; ND 005010; ND8437009            | geschützt |      |
| Gelbes Loch | Sigmaringen-Gutenstein                                        |                                     | 7920/066                                  | |      |
| Gewöllehöhle | Beuron-Hausen im Tal                                          | Kleinhöhle                          | 7920/018                                  | schutzwürdig; westlich der Neumühle |      |
| Glasträgerfelsschacht (Bahnhofsschacht) | Beuron-Hausen im Tal                                          | Schachthöhle                        | 7920/019a; ND 005026; ND8437016           | geschützt |      |
| Göpfelsteinhöhle (Göpfelberghöhle, Hyänenhorst) | Veringenstadt                                                 |                                     | 7821/002; ND8437048                       | geschützt |      |
| Grenadierhöhle | Stetten am kalten Markt                                       |                                     | 7820/060                                  | |      |
| Große Quelle (Brunnenstube) | Beuron                                                        | Karstquelle                         | 7920/???; ND 005008; ND8437003            | geschützt |      |
| Guipsteinhöhle | Sigmaringen-Oberschmeien                                      |                                     | 7820/018; ND8437044                       | geschützt |      |
| Gurgelloch (Eichhalde) | Beuron                                                        |                                     | 7919/009; ND 005027; ND8437007            | geschützt |      |
| Gutenstein Tropfsteinhöhle (Gutensteiner Tropfsteinhöhle) | Sigmaringen-Gutenstein                                        |                                     | 7920/020; ND 104062                       | geschützt |      |
| Große und Kleine Hagentorhöhle (Brechfelsabri, Brechsteinhöhlen) | Veringenstadt                                                 | Abri                                | 7821/015 bzw. 7821/041                    | |      |
| Hirschhülbe | Hettingen-Inneringen                                          | Hülbe                               | 7721/???; 8437058                         | schutzwürdig |      |
| Hirschschacht | Stetten am kalten Markt-Frohnstetten                          |                                     | 7820/???                                  | |      |
| Högnerhöhle | Inzigkofen                                                    | Kleinhöhle                          | 7921/063                                  | schutzwürdig |      |
| Höhle an der Straße von Thiergarten nach Stetten | Stetten am kalten Markt                                       |                                     | 7920/o. Nr.                               | |      |
| Höhle bei Bittelschießer Höhle | Bingen-Hornstein                                              |                                     | 7821/006                                  | |      |
| Höhle Eulenloch bei Bronnen | Gammertingen-Bronnen                                          |                                     | 7721/002; 8437025                         | schutzwürdig |      |
| Höhle in der Zupferhalde | Stetten am kalten Markt-Storzingen                            |                                     | 7820/???                                  | |      |
| Höhlen im Uschental | Stetten am kalten Markt-Storzingen/Sigmaringen-Oberschmeien ? |                                     | 7820/???                                  | |      |
| Höhlenburg Neidingen (Höhle im Fall, Höhlenburg im Fall) | Beuron-Neidingen                                              |                                     | 7920/237                                  | Höhlenburg in der Felswand im Neidinger Reiftal |      |
| Höhlenburg Oberschmeien | Sigmaringen-Oberschmeien                                      | Felsgrotte                          | 7820/055                                  | Höhlenburg |      |
| Höhlenruine Frauenstock | Bingen                                                        | Höhlenruine                         | 7821/???; 8437024                         | schutzwürdig |      |
| Hohler Stein (Hohlestein, Hohlefels, Hohler Fels) | Leibertingen-Thalheim                                         |                                     | 7920/056                                  | |      |
| Hohle Stein | Bingen                                                        |                                     | 7821/078                                  | |      |
| Höhnberghöhle 1 | Sigmaringen-Oberschmeien                                      | Durchgangshöhle                     | 7920/22                                   | |      |
| Höhnbergtunnelhöhle (Höhnbergtunnel-Höhle) | Sigmaringen-Oberschmeien                                      | Wasserhöhle                         | 7920/023                                  | |      |
| Holdernische (Überhänge Schweizerfelsen, Höhle am Knopfmacherfelsen) | Beuron                                                        | Nischenhöhle                        | 7919/163                                  | |      |
| Hornsteiner Höhle | Bingen-Hornstein                                              |                                     | 7821/079                                  | |      |
| Hornsteiner Kluftgrotte (Kohltalhöhle) | Bingen-Hornstein                                              | Halbhöhle                           | 7821/046                                  | |      |
| Hülbe Frohnstetten (Dorfhülbe) | Stetten am kalten Markt-Frohnstetten                          | Hülbe                               | 7820/???; 8437037                         | schutzwürdig |      |
| Hülbe Greut | Gammertingen-Kettenacker                                      | Hülbe                               | 7721/???; 8437036                         | schutzwürdig |      |
| Hülbe Lusthof | Gammertingen-Kettenacker                                      | Hülbe                               | 7721/???; 8437057                         | schutzwürdig |      |
| Inzigkofener Grotten (Inzigkofer Grotten, Felsenhöhlen bei Inzigkofen, Nebelhöhle) | Inzigkofen                                                    |                                     | 7921/008; 8437069                         | schutzwürdig |      |
| Jörgenbrunnenquelle (Jörgerbrunnenschacht) | Beuron-Hausen im Tal                                          | Schachthöhle, wassergefüllt         | 7920/081; ND 005020; 8437012              | schutzwürdig |      |
| Kachelstüble (Kachelstübel, Kachelfelsenhöhlung) | Hettingen                                                     | Nischenhöhle                        | 7721/004; ND8437034                       | geschützt |      |
| Kanakenhöhle | Sigmaringen-Laiz                                              |                                     | 7920/029; 8437072                         | schutzwürdig |      |
| Kälberwieshöhle (Brückenhöhle) | Inzigkofen                                                    | Felsentor                           | 7921/002; ND 059010                       | geschützt |      |
| Kapellen-Halbhöhle (Kapellenhöhle, Bittelschießer Abri, Felsnische Bittelschießer Täle)                                                                                                | Bingen-Hornstein                                              | Abri                                | 7821/023                                  | |      |
| Kapellenhöhle (Inzigkofen) mit Felstor | Inzigkofen                                                    |                                     | 7921/???; 8437069                         | schutzwürdig; beim Amalienfelsen am Rundweg um die Gedächtniskapelle |      |
| Kellerhöhle (Teufelsloch, Teufelshöhle, Pferdestall) | Sigmaringen-Gutenstein                                        |                                     | 7920/048; ND8437005                       | geschützt |      |
| Keltenabri | Stetten am kalten Markt                                       | Abri                                | 7920/062                                  | Schaufelsen |      |
| Kesselloch (Kesselhöhle im Bandfels) | Leibertingen                                                  | Kleinhöhle                          |                                           | Bandfelsen |      |
| Kläranlageschacht bei Inneringen | Hettingen-Inneringen                                          |                                     | 7821/010                                  | |      |
| Klarahöhle bei Stetten (Hohler Felsen, Hohlefels im Kohltal, fälschlich: Klarahöhle bei Thiergarten)                                                                                   | Stetten am kalten Markt                                       |                                     | 7920/024; ND 104063; ND8437006            | geschützt |      |
| Kuppelabri (Lenzenfelsen) | Beuron-Neidingen                                              | Abri                                | 7920/244                                  | Lenzenfelsen |      |
| Korneliushöhlen (Kornelius-Höhle 1–5, Korneliusfelsenhöhle 1–5) | Beuron-Hausen im Tal                                          | Nischenhöhle                        | 7920/170; ND 005012; ND8437055            | Korneliusfelsen; geschützt |      |
| Kreenheinstetter Felsentor (Steintor) | Beuron-Hausen im Tal                                          | Naturbrücke                         | 7920/043                                  | schutzwürdig |      |
| Kreenheinstetter Höhle | Beuron-Hausen im Tal                                          | Horizontalhöhle                     | 7920/058; 8437046                         | schutzwürdig |      |
| Krieseloch (Kriesenlochschacht, Blendersloch) | Meßkirch-Langenhart                                           | Schachthöhle                        | 7920/032; ND8437064                       | geschützt |      |
| Langenbrunner Brunnen | Beuron-Langenbrunn                                            | Karstquelle                         |                                           | |      |
| Laubhauser Brunnen (Lapphauser Brunnen) | Gammertingen-Feldhausen                                       | Hülbe                               | 7721/???; ND8437046                       | geschützt |      |
| Lourdesgrotte | Beuron                                                        | Höhlensystem                        | 7919/041                                  | Nachbildung der Lourdesgrotte mit Wallfahrtskapelle im Liebfrauental beim Kloster Beuron |      |
| Löwenmaul | Gammertingen-Bronnen                                          |                                     | 7721/???                                  | |      |
| Makkaronihöhle | Leibertingen                                                  | Kleinhöhle                          | 7920/034; ND 005025; ND8437019            | geschützt; 20 m unter Schlupfloch (Leibertingen) |      |
| Mariengrotte (Frohnstetten) | Stetten am kalten Markt-Frohnstetten                          |                                     | 7820/???                                  | |      |
| Mariengrotte (Gutenstein) | Sigmaringen-Gutenstein                                        |                                     |                                           | Oberhalb der Donautalstraße beim Felstunnel Gutenstein |      |
| Menninger Schachthöhle (Menninger-Schacht, Doline und Höhle) | Meßkirch-Menningen                                            | Schachthöhle                        | 7920/027; ND8437062                       | geschützt |      |
| Mühlberghöhle (Mühlberg-Höhle) | Veringenstadt                                                 |                                     |                                           | |      |
| Mühlenhöhle | Inzigkofen-Dietfurt                                           |                                     | 7920/035; ND 059009; ND8437063            | geschützt |      |
| Nägelesfels-Sigmaringen | Sigmaringen                                                   |                                     | 7821/???; ND8437052                       | geschützt; ehem. Prallhang der Lauchert |      |
| Neidinger Brunnenstube | Beuron-Neidingen                                              | Hungerbrunnen                       |                                           | |      |
| Neidinger Bröllerhöhle | Beuron-Neidingen                                              | Horizontalhöhle                     |                                           | 7920/097 |      |
| Neidinger Klufthöhle | Beuron-Neidingen                                              |                                     | 7920/096                                  | |      |
| Neufraer Straßenschacht | Neufra                                                        |                                     | 7721/19                                   | |      |
| Nikolaushöhle (Belsenhöhle: falsche Leseart einer handschriftlichen Notiz von 1862 = Felsenhöhle von Vöringenstadt, Nicolaushöhle, Niklashöhle, Klosenhöhle, St. Klosloch, Bärenhöhle) | Veringenstadt                                                 |                                     | 7821/003; ND8437047                       | geschützt |      |
| Offenes Loch (Höhle oberhalb Petershöhle) | Beuron                                                        | Kleinhöhle                          | 7919/025                                  | Petersfelsen |      |
| Obere Bröllerhöhle (Heidenloch, Teufelsloch, Höhlenburg Weiler) | Beuron-Thiergarten                                            |                                     | 7920/006; ND 005018; ND8437011            | geschützt; Höhlenburg |      |
| Obere Brunnenhaldenhöhle (Höhle am Rampoldsberg, Rudolfshöhle, Tätscherlesloch) | Veringenstadt                                                 |                                     | 7821/009                                  | |      |
| Quellen in Hausen | Beuron-Hausen im Tal                                          | Karstquelle                         | ND 005009                                 | |      |
| Paulshöhle (Paulsfelsenhöhle, Carlshöhle, Karlshöhle) | Beuron                                                        |                                     | 7919/020; ND8437025                       | Paulsfelsen; geschützt |      |
| Petershöhle (Petersfelsenhöhle, Domhöhle) | Beuron                                                        |                                     | 7919/021; ND8437024                       | Petersfelsen; geschützt |      |
| Prälatenloch (Prälatenfels, Prälatenfelsen) | Beuron                                                        |                                     | 7919/???; ND8437030                       | Prälatenfelsen; geschützt |      |
| Probstfelsenhöhle (Probstfelshöhle, Probsthöhle, Probstfelsen) | Beuron                                                        |                                     | 7919/036; ND 005030                       | Probstfelsen; geschützt |      |
| Rappenfelsenhöhle | Bingen-Hornstein                                              |                                     | 7821/012; ND8437056                       | Rappenfelsen; geschützt |      |
| Reiftalhöhle (Höhle bei den Steighöfen) | Stetten am kalten Markt-Glashütte                             | Halbhöhle                           | 7820/12; ND8437022                        | geschützt |      |
| Ritterhöhlen (Ritter-Höhlen: Ritterhöhle 1 und Ritterhöhle 2) | Stetten am kalten Markt-Frohnstetten                          | Höhlensystem                        | 7820/11; ND8437021                        | geschützt |      |
| Ritterschacht | Stetten am kalten Markt-Frohnstetten                          |                                     | 7820/???                                  | |      |
| Ritter-Durchgangshöhle | Stetten am kalten Markt-Frohnstetten                          |                                     | 7820/???                                  | |      |
| Römerhöhle (Höhle unter dem Wachtturm von Schloss Wildenstein) | Leibertingen                                                  |                                     | 7919/073; ND8437018                       | Höhlenburg der Wildensteiner Burg Hexenturm; geschützt |      |
| Roter Brunnen (Großschmiedebrunnen) | Beuron-Langenbrunn (48° 3′ 11,42″ N, 8° 59′ 42,66″ O)         | Karstquelle                         |                                           | |      |
| Rote-Brunnen-Höhle (Roterbrunnen-Höhle, Maurushöhle, Maurusfelshöhle, Maurusfelsenhöhle, Josephshöhle)                                                                                 | Leibertingen                                                  | Höhlensystem                        | 7919/017; ND 072008; ND8437002            | geschützt |      |
| Ruine-Lengenfeld-Höhlen | Beuron-Hausen im Tal                                          |                                     | 7920/???; ND8437031                       | geschützt |      |
| Schachthöhle am Teufelsdaumen (Knochenhöhle) | Leibertingen                                                  | Schachthöhle                        | 7919/094; ND 072008                       | geschützt |      |
| Schafstallhöhle (Kleine Nikolaushöhle, Schafstall, Schafstall 1, Schafstall 2) | Veringenstadt                                                 | Abri                                | 7821/010                                  | |      |
| Scheidemannhöhle | Beuron                                                        |                                     | 7919/008                                  | |      |
| Scheunenhöhle (Hohler Fels, Hohlefels im Lengenfeldertal) | Beuron-Langenbrunn                                            | Mittelhöhle                         | 7920/025; ND 005014; ND8437008            | geschützt |      |
| Schlossfelsenhöhle (Hohlochfels, Villa Hammerschmied) | Beuron-Hausen im Tal                                          | Abri                                | 7920/040                                  | |      |
| Schlupfloch (Leibertingen) | Leibertingen                                                  | Kleinhöhle                          | 7920/042                                  | 20 m über Makkaronihöhle |      |
| Schmiedbachbrunnen (Hausener Dorfquelle) | Beuron-Hausen im Tal (48° 5′ 5,05″ N, 9° 2′ 24,03″ O)         | Karstquelle                         |                                           | |      |
| Spiralhöhle (Helgahöhle) | Bingen-Hornstein                                              |                                     | 7821/14; ND8437069                        | geschützt |      |
| Steghöhle | Bingen-Hornstein                                              |                                     | 7821/???                                  | |      |
| Steinrinnenhöhle | Meßkirch-Menningen                                            |                                     | 7920/091; ND8437076                       | geschützt |      |
| Storzensteinhöhle | Stetten am kalten Markt-Frohnstetten                          |                                     | 7820/057                                  | Gebiet Riederwäldle/Eubental |      |
| Talmühlequelle (Neidinger Talmühlquelle) | Beuron-Neidingen (48° 5′ 45,17″ N, 9° 3′ 57,61″ O)            | Karstquelle                         |                                           | |      |
| Teufelsbrückenhöhle | Inzigkofen                                                    |                                     | 7921/015; 8437069                         | schutzwürdig; beim Amalienfelsen am Rundweg um die Gedächtniskapelle |      |
| Teufelstor (Torfelsenhöhle, Torhöhle, Torgrotte, Höhle im Uhufels, Felstor im Uhufelsen)                                                                                               | Neufra                                                        | Naturbrücke                         | 7720/023a; ND8437040                      | geschützt; Torfelsenhöhlen im Teufelstal |      |
| Teufelstorfelsen | Gammertingen                                                  | Naturbrücke                         | 7721/003; ND8437033                       | geschützt |      |
| Teufelstorfelsen | Hettingen                                                     |                                     |                                           | |      |
| Teufelstorhöhle 1 (Siebenschläferhöhle, Hettinger Grotte) | Hettingen                                                     |                                     | 7721/028                                  | |      |
| Teufelstorhöhle 2 | Hettingen                                                     |                                     | 7721/029                                  | |      |
| Überhang am Westfuß des Petersfels (Kreuzfelsabri) | Beuron                                                        | Abri                                | 7919/o. Nr.                               | Petersfelsen |      |
| Überhang gegenüber Bahnhof Thiergarten | Sigmaringen-Gutenstein                                        | Abri                                | 7920/o. Nr.                               | |      |
| Überhang nahe Falkensteinhöhle (Falkensteinhöhle II [Überhang seitlich größter Höhle])                                                                                                 | Beuron-Thiergarten                                            | Halbhöhle                           | 7920/o. Nr.                               | |      |
| Uhufelshöhle im Fall (Uhufelshöhle, Uhufelsenhöhle) | Beuron-Hausen im Tal                                          | Nischenhöhle                        | 7920/050; ND 005022; ND8437014            | geschützt |      |
| Wagenburg-Durchgangshöhle | Beuron-Hausen im Tal                                          | Durchgangshöhle                     | 7920/015                                  | Höhlenburg der Ruine Lägelen |      |
| Wasserfallquelle | Veringenstadt                                                 | Hungerbrunnen                       | 7821/???; ND8437070                       | Geschützt. Wasserfall „Gieß“ der Lauchert. Die „Wasserfallquelle“, kommt unter dem Wasserfall hervor. Eine zweite Quelle, die „Ahlenbergquelle“, befindet sich wenige Meter rechts hinter der Tanne. Die Mündung der „Ahlenbergquelle“ ist links der Tanne deutlich sichtbar. |      |
| Weihhöhle (Annahöhle) | Gammertingen                                                  | Horizontalhöhle                     | 7721/006; ND8437042                       | geschützt |      |
| Wurzelhöhle | Bingen-Hornstein                                              | Horizontalhöhle                     | 7821/???; ND8437069                       | geschützt |      |
| Zigeunerhöhle (Höhle im Zigeunerfels, Zigeunerfelshöhle) | Sigmaringen-Unterschmeien                                     | Halbhöhle                           | 7920/043; 8437012                         | schutzwürdig |      |